# منتخب ألمانيا لكرة القدم الشاطئية
منتخب ألمانيا الوطني لكرة القدم الشاطئية هو ممثل الرسمي في المنافسات الدولية في كرة قدم شاطئية ، يديريه اتحاد ألمانيا لكرة القدم.